# Anthoxanthum aethiopicum
Anthoxanthum aethiopicum är en gräsart som beskrevs av I.Hedberg. Anthoxanthum aethiopicum ingår i släktet vårbroddssläktet, och familjen gräs.
Artens utbredningsområde är Etiopien. Inga underarter finns listade i Catalogue of Life.